# Ренсдорф
Ре́нсдорф (нем. Rehnsdorf; серболужицкое наименование — Гра́ньчик, Ра́ньчик в.-луж. Hrańčik, Rańčik) — сельский населённый пункт в городских границах Эльстры, район Баутцен, федеральная земля Саксония, Германия.

## География
Населённый пункт расположен среди обширного лесного массива юго-западнее Эльстры на автомобильной дороги K9236 (участок Эльстра — Мёрсдорф).
Соседние населённые пункты: на северо-востоке — деревня Тальпенберг (Тальпин, в городских границах Эльстры), на юго-востоке — деревня Раушвиц (Рушица, в городских границах Эльстры) и на западе — деревня Мёрсдорф коммуны Хазельбахталь.

## История
Впервые упоминается в 1420 году под наименованием «Reynssdorf». С 1921 по 1950 года деревня входила в сельскую общину Вола. В 1950 году вошла в городские границы Эльстры в статусе городского района.
Исторические немецкие наименования:
- Reynssdorf, 1420
- Renßdorff, 1623
- Renßdorff, 1658
- Rehnsdorff, 1732

## Население
| 1834 | 1871 | 1890 | 1910 | 2011 | 2015 |
| ---- | ---- | ---- | ---- | ---- | ---- |
| 54   | 50   | 64   | 62   | 50   | 50   |